# Orgétorix
Orgétorix fue un rico helvecio del siglo I a. C. que convenció a sus compatriotas para invadir la Galia el año 61 a. C. Para conseguirlo más fácilmente, formó una liga con el sécuano Cástico y con el heduo Dúmnorix, incitándoles a que se hiciesen dueños del poder de su república, prometiéndoles que él haría otro tanto por su parte. Advertidos los helvecios de este plan, mandaron comparecer a Orgétorix, pero este no se presentó a juicio y murió. Se cree que él mismo se quitó la vida.